# Sula (Sogn og Fjordane)
Sula (també anomenada Indre Solundøy) és una illa situada al municipi de Solund, al comtat de Sogn og Fjordane, Noruega. L'illa, de 116 quilòmetres quadrats, és l'illa principal del municipi. L'illa està situada a la desembocadura del Sognefjorden al costat nord del Sognesjøen, a uns 18 quilòmetres a l'est de Holmebåen, el punt més occidental de Noruega. El poble més gran de l'illa és Hardbakke. L'altra àrea principal del poble és Hersvikbygda a la part nord de l'illa.
L'illa compta amb un servei de ferri des del poble de Krakhella a Rutledal a Gulen, al continent, i també des del poble de Losnegard a la veïna illa de Losna, immediatament a l'est de Sula. Només al sud-oest de Hardbakke hi ha un pont de Sula a la veïna illa de Steinsundøyna cap a l'oest. Un canal estret ample de 65 metres separa les dues illes.

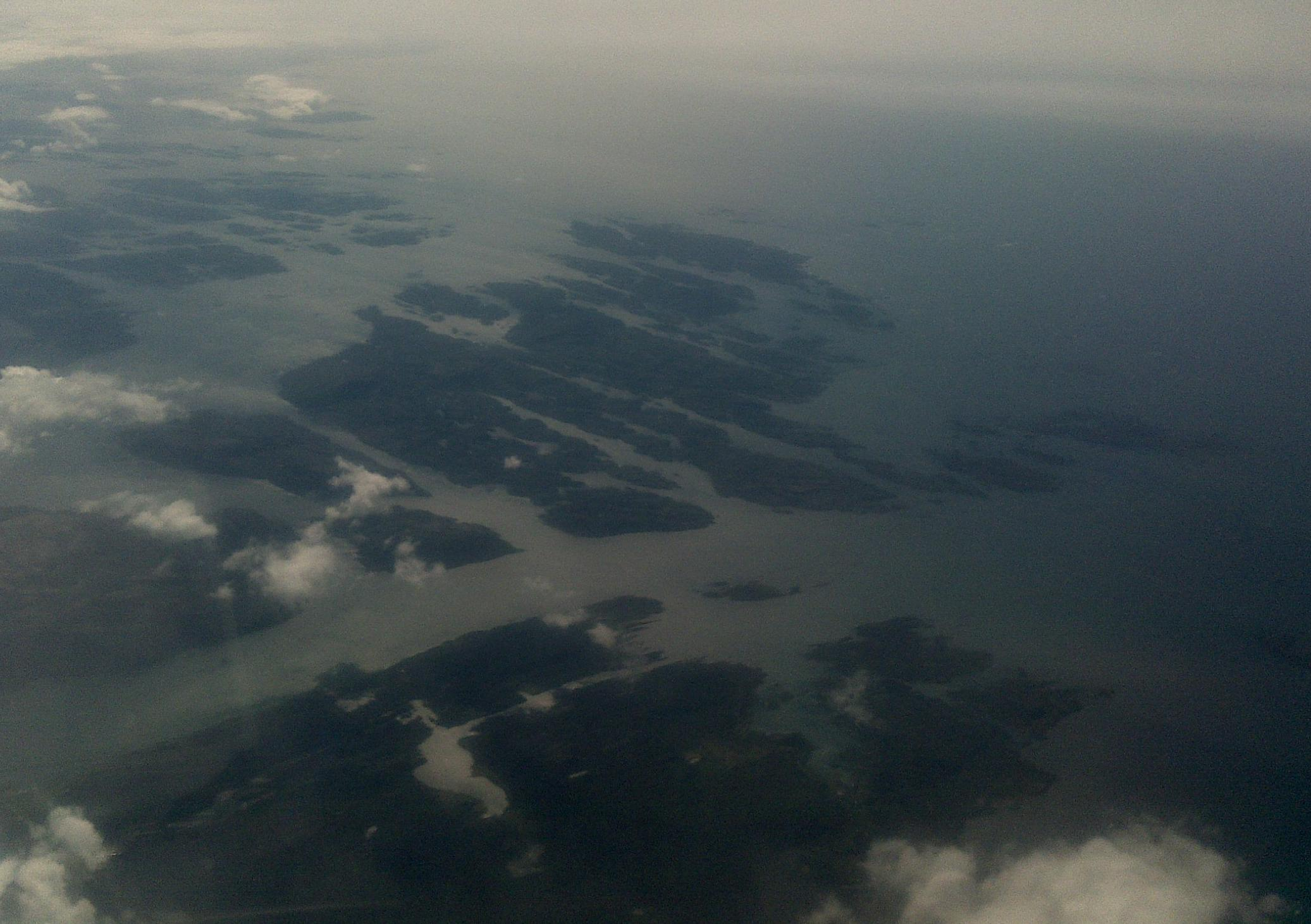
Vista de l'illa de Sula (mirant al sud-oest)
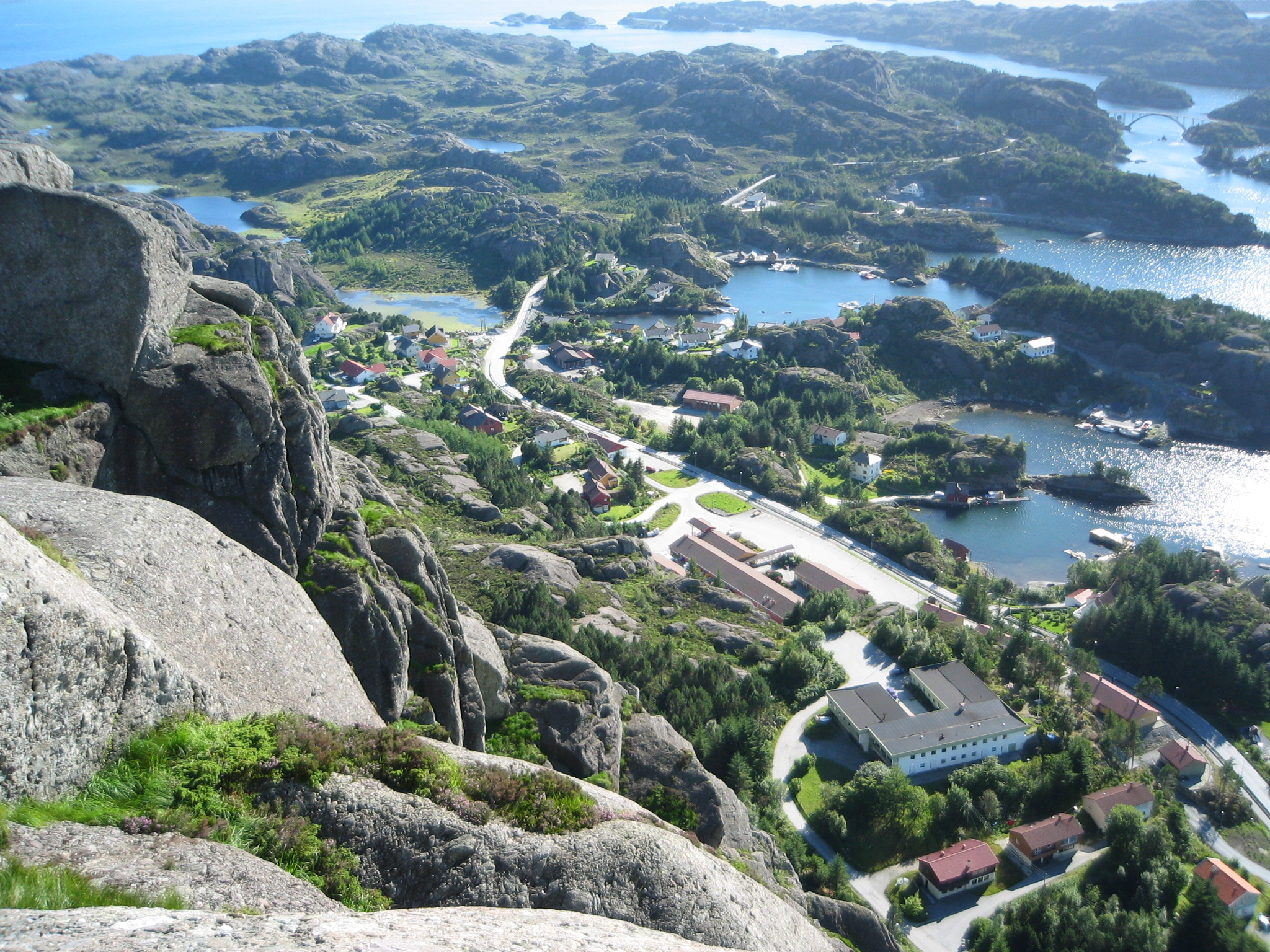
Vista de Hardbakke, a l'illa de Sula